# 欲樂
欲樂（Kāma），又譯為欲、慾、愛慾、淫欲，意為欲望。在古代印度，此词尤其指性慾，也指對於世間物質的愛好，形容經由感官所得到的各種生理快樂、激情、渴望、希望擁有、愛情、對生活及美學的愛好等等。
古代印度人認為，人類生活的目標，基本上可分為四大類：包括
1. 法（dharma），道德及智性上的追求；
2. 利益事（英语：Artha）（artha），物質收入與種種利益；
3. 解脫（mokṣa，獲得心靈的自由）；
4. 欲樂。

这在佛教中得以传承，并藉由佛教传播到其他国家地区。

## 佛教
在佛教中，欲樂（Kāma）指追求經由五蘊（色、受、想、行、識）感知五塵（色、聲、香、味、觸）可以得到的物質性快樂，又稱五欲樂，分别是财欲（或称贪欲、利欲）、色欲（或称性欲）、名欲、食欲（或称饮食欲）、睡欲。
對欲樂產生想要的心態，稱為貪欲（kāmacchanda），為五蓋之一。對欲樂產生的愛取，稱欲愛（kāma-taṇhā）。對於欲樂產生的貪，稱欲貪（Kāma-rāga），為十結之一。
佛教經常把世界分為三層，包括欲界（kāma-dhātu）、色界與無色界，其中的欲界爲存在五欲的众生所居住，色界则是脱离了五欲、但仍有色身的众生所居。

## 類似譯名
心所中的欲（Chanda），使用相同的漢語譯名，但其意義不同。